# Tomáš Kačo
Tomáš Kačo (* 3. ledna 1987, Nový Jičín) je český klavírista romského původu. 

## Život
Tomáš Kačo pochází z Nového Jičína, narodil se jako čtvrtý z 12 sourozenců.
Na klavír hrál nejdřív z donucení, protože jeho otec si přál, aby se na něj některý z jeho synů naučil hrát. Hudba ho však brzy pohltila. Romské písně hrál podle sluchu. Začal chodit do Lidové školy umění v Novém Jičíně, kde se teprve začal učit noty a stupnice.
Až napodruhé byl přijat na Janáčkovu konzervatoř v Ostravě. Profesor Pavel Motloch byl podle něj první člověk, který uvěřil jeho talentu. Po konzervatoři studoval na Hudební a taneční fakultě Akademie múzických umění v Praze. Začal se zabývat myšlenkou studia na prestižní Berklee College of Music v americkém Bostonu. Nakonec se odhodlal vydat se do Paříže, kde probíhaly přijímací zkoušky. Byl přijat a získal i stipendium, s pokrytím drahého školného mu dál pomohli sponzoři.
V únoru 2018 koncertoval v Carnegie Hall v New Yorku.

## Osobní život
Je ženatý, jeho manželka Grace je korejského původu, narodila se už ve Spojených státech. Mají spolu dvě děti, syna Tomáše a dceru Islu Grace.

## Ocenění
- Stříbrná medaile předsedy Senátu (2023)